# ダグ・ミッチェル・サンダーバード・スポーツ・センター
ダグ・ミッチェル・サンダーバード・スポーツ・センター（英: Doug Mitchell Thunderbird Sports Centre、旧称UBCサンダーバード・アリーナ）はカナダ・バンクーバーのブリティッシュコロンビア大学構内にあるアリーナ。
2010年の五輪開催を契機に建設され、2008年7月7日に完成した。1年後の2009年9月、ダグ・ミッチェル（Douglas Mitchell）の貢献をたたえ、現在の名称となった。
2010年の五輪では女子アイスホッケー、パラ五輪ではアイススレッジホッケーの主要会場として使用された。